# Visi Media Asia
PT Visi Media Asia Tbk (znane jako Visi Media Asia) – indonezyjskie przedsiębiorstwo mediowe założone w 2004 roku. Stanowi część Bakrie Group.
Jego portfolio obejmuje portal informacyjny Viva.co.id (dawniej Vivanews.com), znajdujący się wśród najpopularniejszych serwisów internetowych w kraju, oraz stacje telewizyjne tvOne i ANTV (dawniej ANTeve).
Od 2011 roku przedsiębiorstwo jest notowane na Indonezyjskiej Giełdzie Papierów Wartościowych.